# اسپریت تپه مهتر کلاته
اسپریت تپه مهتر کلاته مربوط به دوران پیش از تاریخ ایران باستان -هزاره ۱ قبل از میلاد است و در شهرستان کردکوی، بخش مرکزی، روستای مهترکلاته واقع شده و این اثر در تاریخ ۱۰ بهمن ۱۳۸۳ با شمارهٔ ثبت ۱۱۳۱۹ به‌عنوان یکی از آثار ملی ایران به ثبت رسیده است.